# Melicytus crassifolius
Melicytus crassifolius är en tvåhjärtbladig växtart som först beskrevs av Joseph Dalton Hooker, och fick sitt nu gällande namn av P.J. Garnock-jones. Melicytus crassifolius ingår i släktet Melicytus och familjen Achariaceae. Inga underarter finns listade i Catalogue of Life.

## Bildgalleri

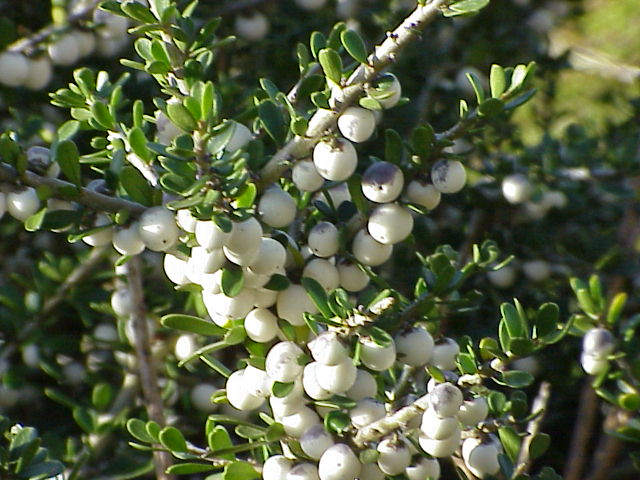
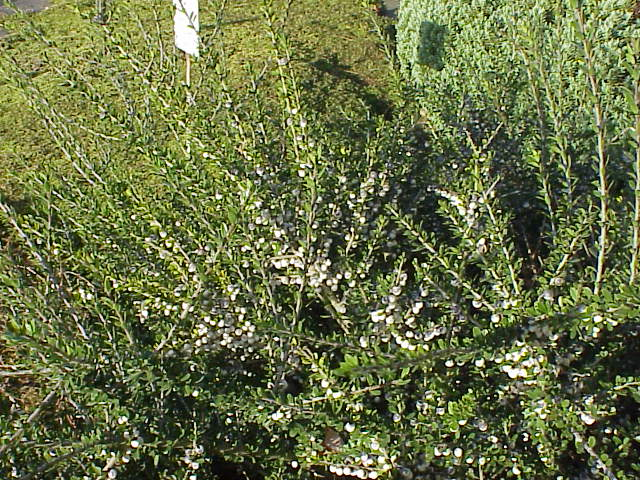
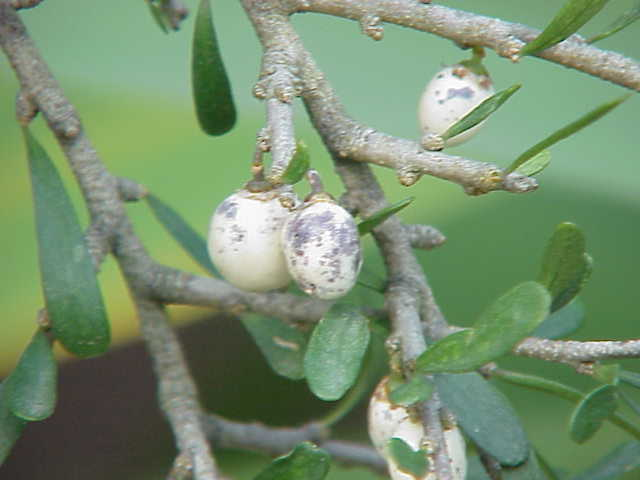
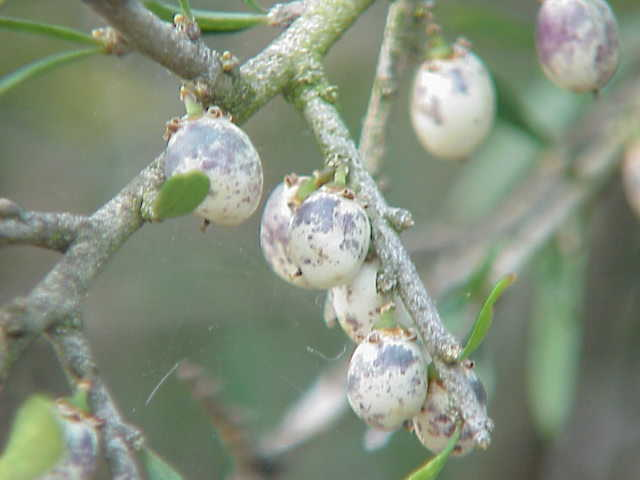